# Nadleśnictwo Sobibór
Nadleśnictwo Sobibór – jednostka organizacyjna Lasów Państwowych podległa Regionalnej Dyrekcji Lasów Państwowych w Lublinie. Siedziba nadleśnictwa znajduje się w Sobiborze, w powiecie włodawskim, w województwie lubelskim.
Nadleśnictwo obejmuje część powiatów włodawskiego i chełmskiego. Wschodnią granicę nadleśnictwa stanowi granica państwowa z Białorusią i Ukrainą.

## Historia
Nadleśnictwo Sobibór powstało w 1920 i objęło zarząd nad znajdującymi się na tych terenach lasami skarbowymi. W 1945 powiększyło się ono o znacjonalizowane przez komunistów lasy prywatne. Od ok. 1950 do 1974 nadleśnictwo przejęło także grunty pozostawione przez przesiedloną ludność, głównie ukraińską - współcześnie aż 54,6% drzewostanów nadleśnictwa rośnie na gruntach porolnych.
W 1973 do nadleśnictwa Sobibór przyłączono powstałe w 1960 nadleśnictwo Dubeczno oraz uroczysko Petryłów z nadleśnictwa Stańków.

## Ochrona przyrody
Na terenie nadleśnictwa znajduje się siedem rezerwatów przyrody:
- Brudzieniec
- Jezioro Orchowe
- Magazyn
- Małoziemce
- Serniawy
- Trzy Jeziora
- Żółwiowe Błota.

## Drzewostany
Typy siedliskowe lasów nadleśnictwa (z ich udziałem procentowym):
- siedliska borowe 71,10%
- siedliska bagienne 14,92%
- inne 13,98%

Przeciętny wiek drzewostanów nadleśnictwa wynosi 58 lat.